# Val de Bagnes (dal)
Val de Bagnes is een dwarsvallei van de Rhône in het Zwitserse kanton Wallis. 
De vallei, in het Zwitsers district Entremont dankt haar naam aan de gemeente Bagnes, onder meer gekend van het toeristisch station Verbier.
Ter hoogte van Sembrancher ligt de zijvallei Val d'Entremont, gekend van de Grote Sint-Bernhardpas en sinds 1964 ook de Grote Sint-Bernhardtunnel, en van de Val Ferret bij Orsières. Dorpen in de Val d'Entremont zijn naast Orsières ook Liddes en Bourg-Saint-Pierre.